# Ocean liter
Ocean liter – drugi album zespołu the G[H]OST wydany w maju 2022 r. wydawnictwem Flower Records. Płyta została nagrana Karlin Studio w Śremie w okresie od maja do lipca 2021 r.
Realizatorem nagrań jest Paweł Karliński. Album zawiera utwory autorskie zespołu, których kompozytorami i autorami tekstów są członkowie zespołu wokalista Marian Szulczyński i gitarzysta Mateusz Szulczyński (prywatnie ojciec i syn).

## Tytuły zarejestrowanych utworów
1. „Rewolucja" - 5:28
2. „Fałsz" - 4:14
3. „Twarda Panna" - 2:39
4. „Limit" - 3:35
5. „Bezsilność" - 4:02
6. „Czy To Jest Życie" - 5:29
7. „W Porządku" - 3:58
8. „ABC" - 6:21
9. „W Hołdzie Muzyce" - 4:12
10. „Duchy" - 4:41

## Twórcy
- Marian Szulczyński – śpiew, kompozycja i tekst w utworach 3, 6 i 9
- Mateusz Szulczyński – gitara solowa, kompozycja i tekst w utworach 1 ,2 ,4, 5 ,7 ,8 ,10
- Bartosz Baldys – gitara solowa
- Łukasz Łoza – gitara basowa
- Marek Żeromski – perkusja